# The Dubliners
The Dubliners waren eine der berühmtesten und einflussreichsten Bands der Irish Folk Music. Die Band wurde 1962 im O’Donoghue’s Pub in Dublin als The Ronnie Drew Folk Group gegründet.

## Mitglieder
Mitglieder der Band waren:
- Ronnie Drew (1934–2008), Gesang, Gitarre
- Luke Kelly (1940–1984), Gesang, Banjo
- Barney McKenna (1939–2012), Banjo, Gesang, Akkordeon, Mandoline
- Ciarán Bourke (1935–1988), Gesang, Gitarre, Tin Whistle
- John Sheahan (* 1939), Fiddle, Tin Whistle, Mandoline
- Bobby Lynch (1935–1982), Gesang, Gitarre
- Jim McCann (1944–2015), Gesang, Gitarre
- Seán Cannon (* 1940), Gesang, Gitarre
- Eamonn Campbell (1946–2017), Gitarre
- Paddy Reilly (* 1939), Gesang, Gitarre
- Patsy Watchorn (* 1944), Gesang, Banjo, Bodhran

### Besetzungen
- 1962–1964: Drew, Kelly, McKenna, Bourke
- 1964–1965: Drew, McKenna, Bourke, Lynch, Sheahan
- 1965–1974: Drew, Kelly, McKenna, Bourke, Sheahan (die „klassische“ Dubliners-Besetzung)
- 1974–1979: Kelly, McKenna, Sheahan, McCann
- 1979–1983: Drew, Kelly, McKenna, Sheahan
- 1983–1988: Drew, McKenna, Sheahan, Cannon
- 1988–1995: Drew, McKenna, Sheahan, Cannon, Campbell
- 1996–2005: McKenna, Sheahan, Cannon, Campbell, Reilly
- 2005–2012: McKenna, Sheahan, Cannon, Campbell, Watchorn
- 2012: Sheahan, Cannon, Campbell, Watchorn, (O’Connor)

Die Wechsel in der Besetzung hatten unterschiedliche Gründe: Einzelne Mitglieder, wie Kelly, Drew, Lynch und McCann, verließen die Band zeitweise oder auf Dauer, um Soloprojekten nachzugehen, andere zogen sich aus dem aktiven Musikleben zurück. Ciarán Bourke erlitt 1974 während eines Auftritts in Bournemouth eine Gehirnblutung, an deren Folgen er 1988 starb. Luke Kelly starb 1984 an den Folgen eines Hirntumors. Ronnie Drew starb am 16. August 2008 in Dublin an Kehlkopfkrebs. Als letztes der Gründungsmitglieder starb am 5. April 2012 Barney McKenna („Banjo Barney“). Aufgrund seines Todes verkündete John Sheahan kurz darauf, dass die Dubliners sich nach dem Ende ihrer 50-Jahre-Jubiläumstour auflösen und ihr letztes Konzert am 31. Dezember 2012 geben werden. Sean Cannon, Eamonn Campbell, Patsy Watchorn und der Banjo-Spieler Gerry O’Connor, der die Dubliners nach dem Tod von Barney McKenna auf Tour begleitet hatte, treten seit 2013 unter dem Namen The Dublin Legends auf, da John Sheahan die Namensrechte an „The Dubliners“ besitzt.
Kurzfristige Vertretungen in der Besetzungsliste gab es zum Beispiel auch aufgrund von Krankheiten von Bandmitgliedern während der Tourneen. So wurde auf der Tour 2010 während der letzten Wochen Patsy Watchorn durch Al O’Donnell ersetzt und 2011 ab dem Auftritt in Hannover durch Chris Kavanagh. Dieser spielt Banjo, singt und wurde u. a. bekannt als Interpret von Luke Kelly-Songs, besonders auch durch seine Ähnlichkeit.
In den Jahren von etwa 1967 bis 1974 waren die Dubliners die prominenteste irische Folkgroup und trugen weltweit zur Popularität und zum Aufschwung der Irish Folk Music bei, eine Entwicklung, die später von Gruppen wie The Fureys, The Chieftains, The Pogues oder Clannad fortgesetzt wurde.

## Diskografie
Studioalben

| Jahr | Titel Musiklabel                                    | Höchstplatzierung, Gesamtwochen, AuszeichnungChartplatzierungen (Jahr, Titel, Musiklabel, Platzierungen, Wochen, Auszeichnungen, Anmerkungen) | Höchstplatzierung, Gesamtwochen, AuszeichnungChartplatzierungen (Jahr, Titel, Musiklabel, Platzierungen, Wochen, Auszeichnungen, Anmerkungen) | Anmerkungen                                                                                       |
| Jahr | Titel Musiklabel                                    | IE | UK | Anmerkungen                                                                                       |
| ---- | --------------------------------------------------- | --- | --- | ------------------------------------------------------------------------------------------------- |
| 1964 | The Dubliners with Luke Kelly Transatlantic Records | — | — | Quasi-Livealbum im Tonstudio vor Publikum eingespielt; Alternativtitel: The Dubliners, In Session |
| 1967 | A Drop of the Hard Stuff Major Minor Records        | — | UK5 (41 Wo.)UK | Alternativtitel: Seven Drunken Nights                                                             |
| 1967 | More of the Hard Stuff Major Minor Records          | — | UK8 (18 Wo.)UK |                                                                                                   |
| 1968 | Drinkin’ & Courtin’ Major Minor Records             | — | UK31 (3 Wo.)UK | Alternativtitel: I Know My Love                                                                   |
| 1968 | At It Again Major Minor Records                     | — | — | Alternativtitel: Seven Deadly Sins                                                                |
| 1969 | At Home with The Dubliners EMI-Columbia             | — | — |                                                                                                   |
| 1970 | Revolution EMI/Columbia                             | — | — |                                                                                                   |
| 1972 | Double Dubliners EMI                                | — | — | Alternativtitel: Alive and Well                                                                   |
| 1973 | Plain and Simple Polydor                            | — | — |                                                                                                   |
| 1975 | Now Polydor                                         | — | — |                                                                                                   |
| 1976 | A Parcel of Rogues Polydor                          | — | — |                                                                                                   |
| 1977 | 15 Years On CHYME                                   | — | — |                                                                                                   |
| 1979 | Together Again CHYME/Polydor                        | — | — |                                                                                                   |
| 1983 | Prodigal Sons Polydor                               | — | — |                                                                                                   |
| 1987 | 25 Years Celebration Polydor                        | — | UK43 (10 Wo.)UK |                                                                                                   |
| 1988 | The Dubliner’s Dublin Castle Communications         | — | — |                                                                                                   |
| 1992 | 30 Years A-Greying Celtic Collections               | — | — |                                                                                                   |
| 1996 | Further Along Baycourt                              | — | — |                                                                                                   |
| 2002 | 40 Years Celtic Collections                         | IE15 (16 Wo.)IE | — |                                                                                                   |
| 2008 | Whiskey In The Jar –                                | IE99 (1 Wo.)IE | — |                                                                                                   |
| 2022 | Luke Luke’s Legacy –                                | IE78 (1 Wo.)IE | — | mit Luke Kelly                                                                                    |

grau schraffiert: keine Chartdaten aus diesem Jahr verfügbar

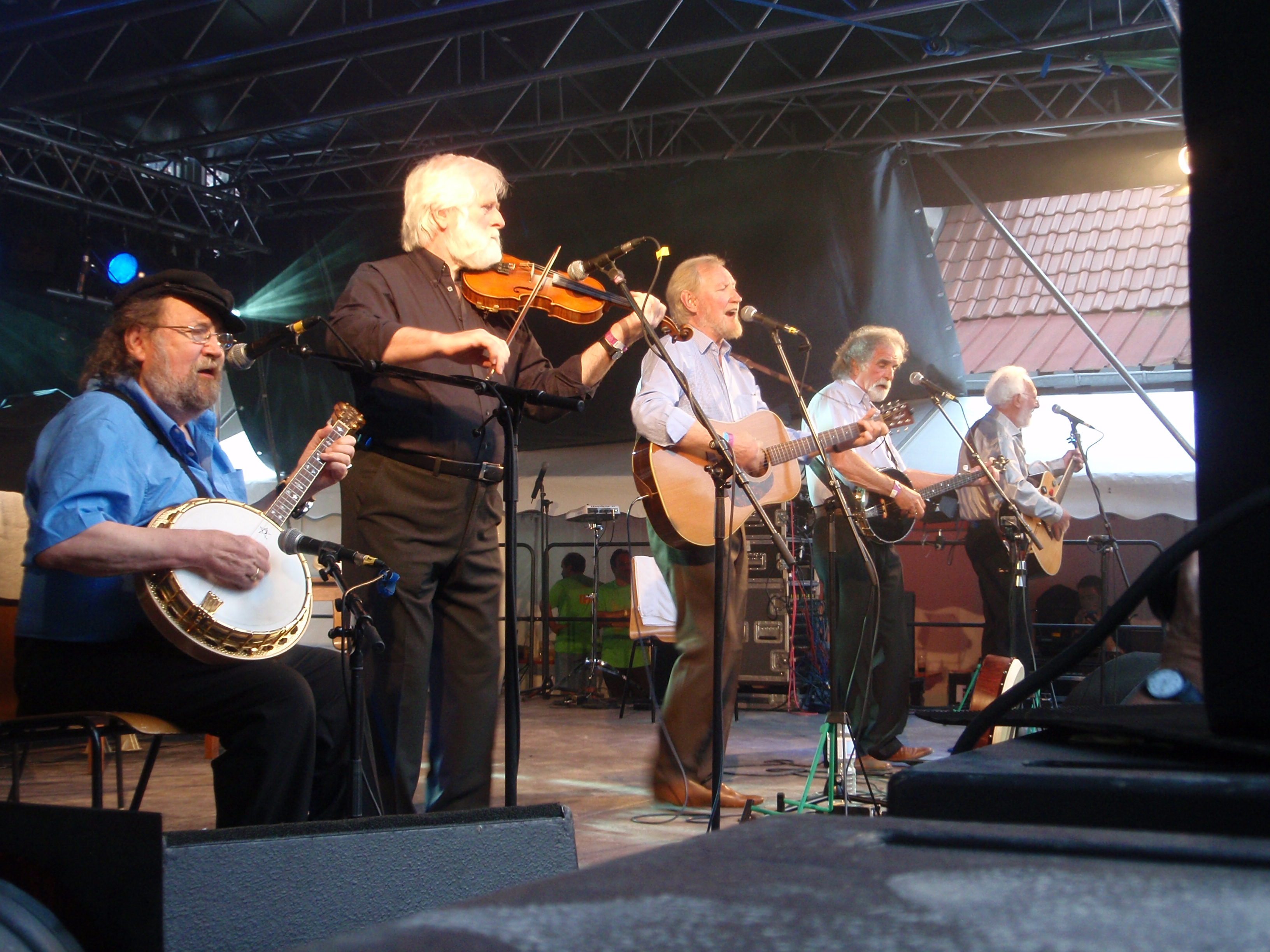
The Dubliners beim Folk im Schlosshof 2010

Die Lieder der Dubliners sind im Lauf der Jahre in unzähligen verschiedenen Zusammenstellungen bei Dutzenden verschiedener Plattenfirmen erschienen, wobei sowohl dasselbe Album unter verschiedenen Titeln als auch verschiedene Alben unter demselben Titel (wieder-)veröffentlicht wurden. Hinzu kommen diverse „Best of“- und „Greatest Hits“-Kompilationen sowie Livealben anlässlich ihrer Tourneen.
Unter anderem erschienen:
- Original Dubliners
 Doppel-CD, die die ersten vier von den Dubliners bei EMI veröffentlichten LPs aus den Jahren 1967 und 1968 enthält
- The Dubliners – Live in Carré Amsterdam
 Das Konzert aus dem Herbst 1983 ist die letzte Aufnahme mit dem damals bereits erkrankten Luke Kelly
- The Dubliners’ Dublin
 erschienen 1988 zur Tausendjahrfeier Dublins, enthält ausschließlich Lieder aus und über Dublin
- 40 Years
 Album, das zum 40-jährigen Bestehen der Band erschien. Es enthält teils neue, teils alte Aufnahmen. Jedes Mitglied, das je bei den Dubliners spielte, ist darauf zu hören. Für die neuen Aufnahmen taten sich die Dubliners mit den beiden noch lebenden Ex-Mitgliedern Ronnie Drew und Jim McCann zusammen.
- 40 Years Live from the Gaiety
 Doppel-CD, die beim legendären Jubiläumskonzert zum 40-jährigen Bestehen der Band im Dubliner Gaiety-Theater aufgezeichnet wurde. Neben der damals aktuellen Besetzung stand das noch lebende Ex-Mitglied Jim McCann und auch der 2008 verstorbene Ronnie Drew auf der Bühne.

## Galerie

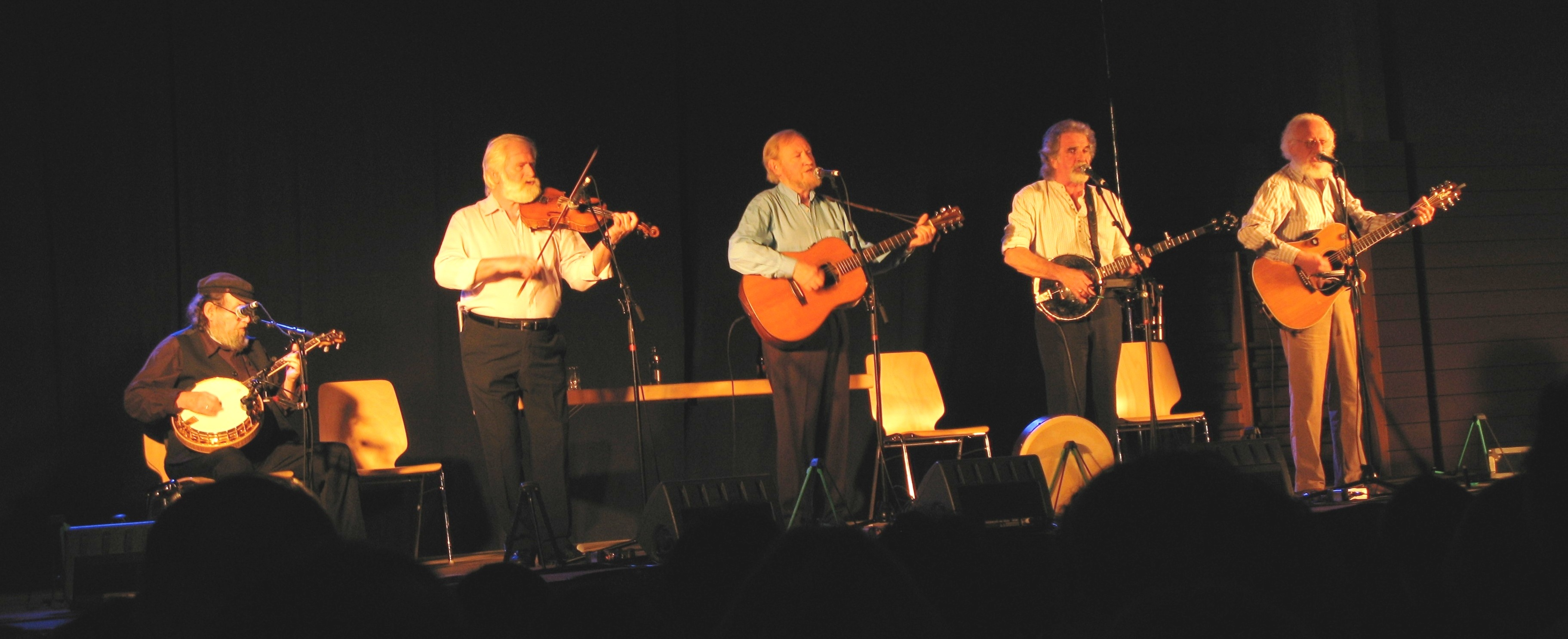
The Dubliners 2008 in Luxemburg
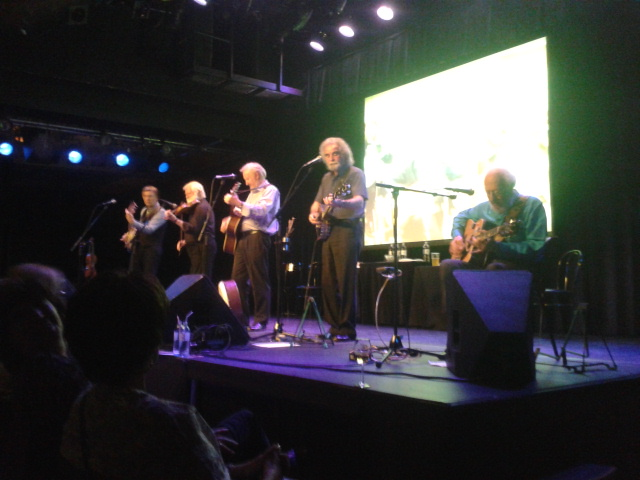
The Dubliners 2012 in Wien
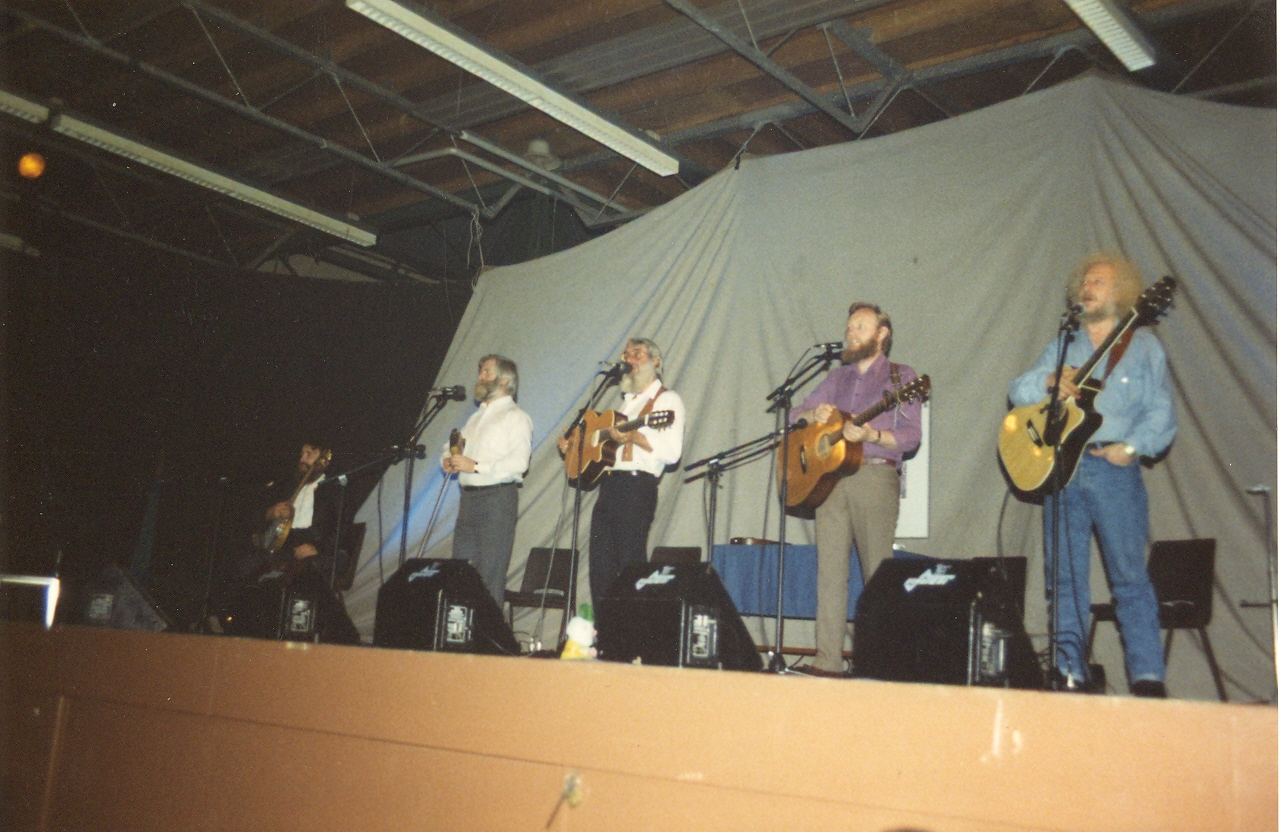
The Dubliners in Eindhoven
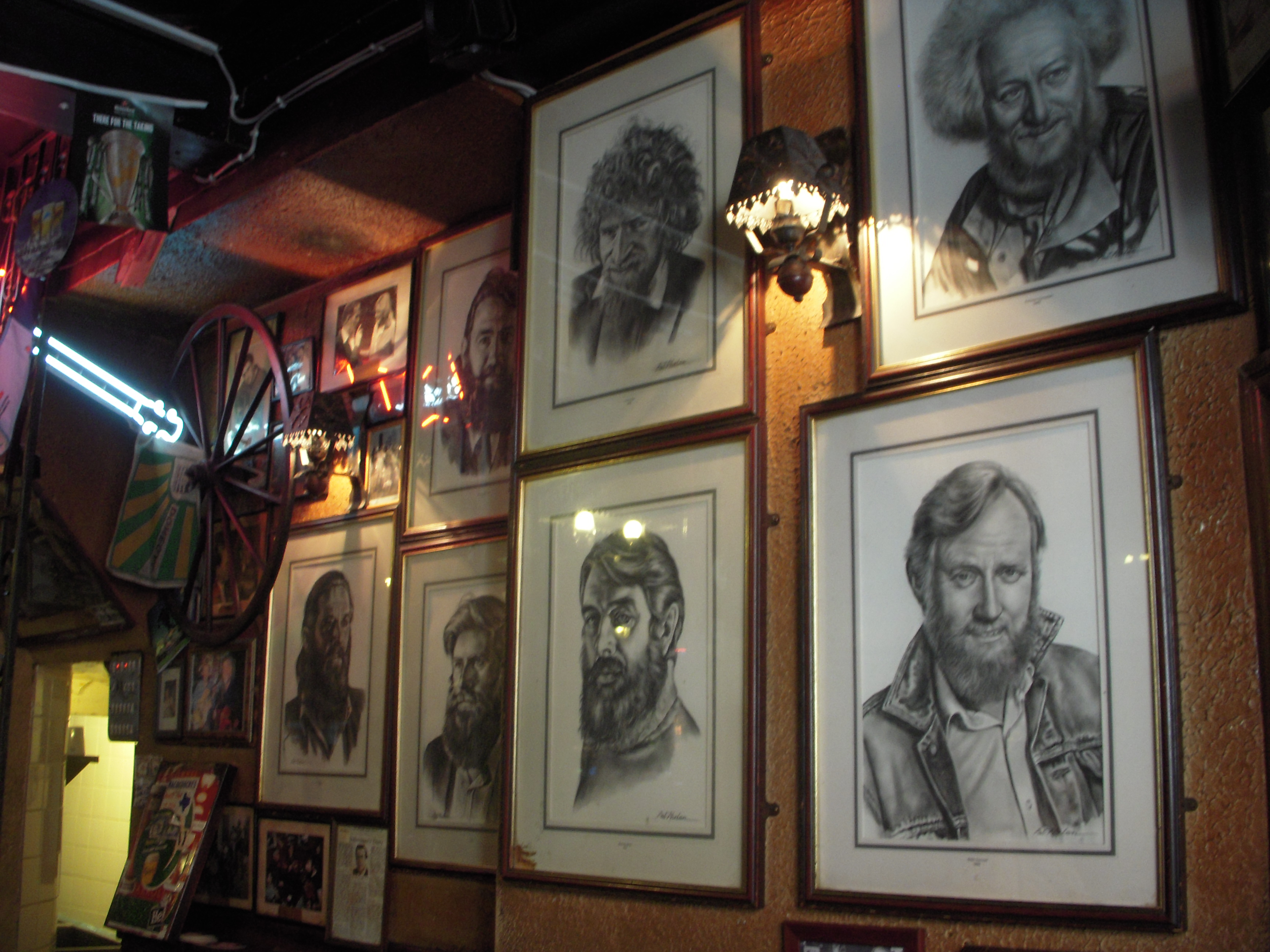
Porträts der Bandmitglieder
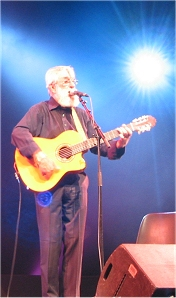
Ronnie Drew 2004 in Lorient
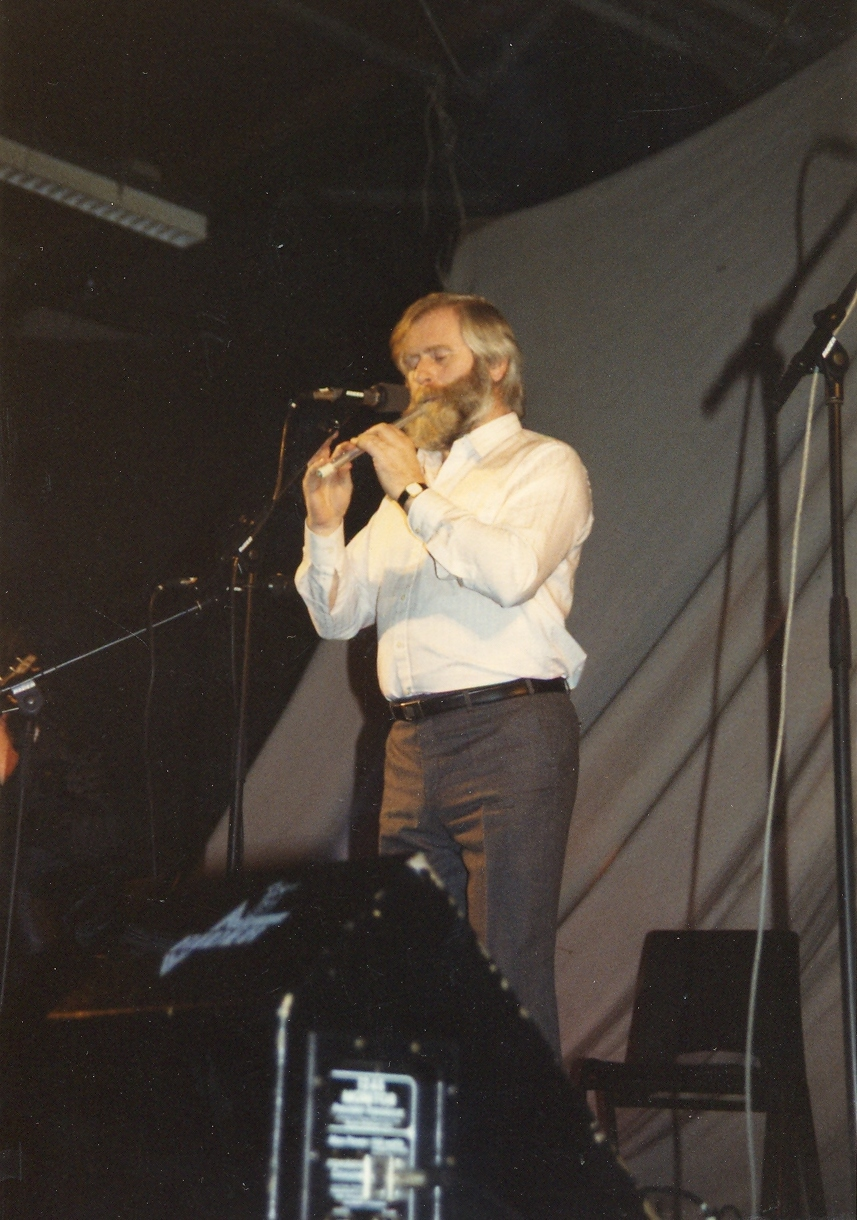
John Sheahan in Eindhoven
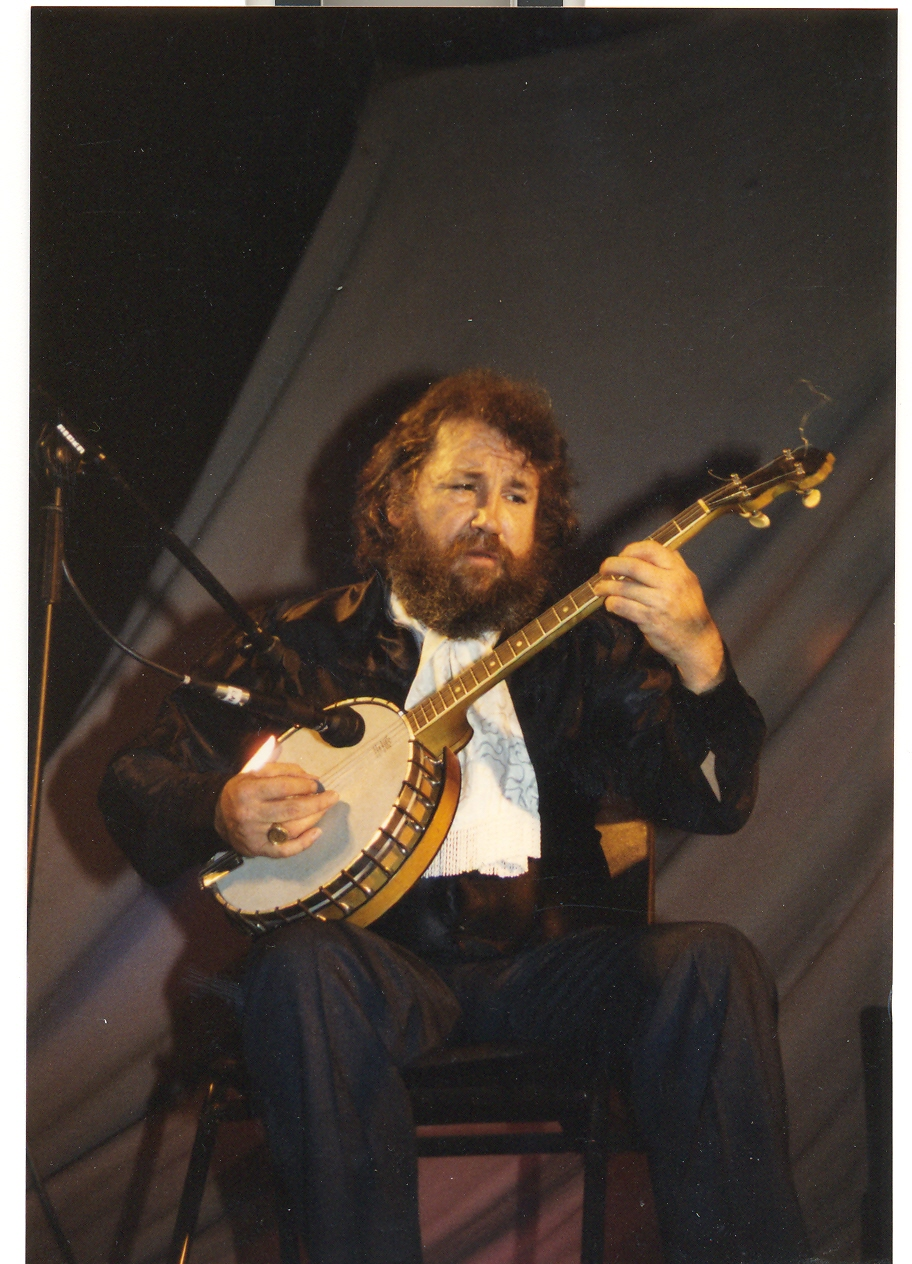
Barney McKenna in Eindhoven

## Belege
1. ↑  Chartquellen: IE IE2 UK